# Kevin Cloud
Kevin Cloud est un graphiste de jeu vidéo.
Il fut engagé en 1992 par id Software pour travailler en tant qu'assistant graphiste d'Adrian Carmack sur le jeu Doom. Il est ensuite devenu directeur de projet et possède également une partie de la société.